# Conca
Conca – miejscowość i gmina we Francji, w regionie Korsyka, w departamencie Korsyka Południowa. Conca, oddalona jest 20 kilometrów od Porto-Vecchio.
Według danych na rok 1990 gminę zamieszkiwały 783 osoby, a gęstość zaludnienia wynosiła 10 osób/km².